# Raphaël de Noter
Raphaël de Noter (o Rafael de Noter) ( * 1857 - 1936 ) fue un profesor, botánico, biólogo, y agrónomo francés.

## Algunas publicaciones

### Libros
- 1900. Melons, courges et concombres. leur culture en pleine terre et forcée dans le Nord, le Midi et l'Algérie (Melones, calabazas y pepinos, su cultivo en plena tierra y forzada en el Norte, el Midi, y en Argelia.) Ed. Bornemann. 36 pp.
- 1902. Le Fraisier - Culture Pratique En Pleine Terre & Forcée (La Fresa - prácticas culturales en plena tierra & en invernáculo). Ed. Bornemann. 35 pp.
- 1905. Monographie horticole des plantes bulbeuses, tuberculeuses, etc: Amaryllidées, Liliacées, Iridées, etc. et leur culture dans le nord de l'Europe, le midi de la France et l'Algérie. Ed. Librairie des sciences agricoles. 385 pp.
- 1912. Les synonymes: repertoire des mots francais usuels ayant un sens semblable, analogue ou approche, a l'usage des professeurs, hommes de lettres, orateurs, etc. Ed. E. Cornely. 442 pp.
- 1912. Les Eucalyptus: culture-exploitation, industrie, propriétés médicinales. Ed. A. Challamel. 119 pp.
- 1913. La Mosaïculture - Notice Historique Du Choix Des Plantes, Préparation Du Sol. Ed. Bornemann. 36 pp.
- 1914. Les Ignames et leur culture dans les cinq parties du monde (El ñame y su cultivo en las cinco partes del mundo). Ed. A. Challamel. 67 pp.
- 1926. Les orangers : citronniers, cédratiers et autres aurantiacées à fruits comestibles (Los naranjos y limoneros, cidras y otros frutos comestibles de las aurantiáceas). Société d'éditions géographiques maritimes et coloniales. París. 210 pp.
- 1934. Le chrysantheme. les meilleurs procédés de culture. multiplication. son emploi dans l'ornementation des jardins (El crisantemo, los mejores métodos de cultivo, multiplicación, su empleo en la ornamentación de jardines). Ed. Bornemann. 36 pp.
- 1935. La Taille Des Arbres Fruitiers (Poda de árboles frutales). Ed. Bornemann. 36 pp.
- 1939. Les Bégonia, Tuberculeux, Ligneux Et Herbacés. Leur Culture En Serre Et Leur Emploi Dans La Décoration Des Jardins. 36 pp.
- 1946. La Taille Des Arbres Frutiers. Principes Géneraux De La Taille, Étude Des Ramifications, Conduite Des Arbres Fruitiers. 37 pp.
- 1946. Le Trace Des Petits Jardins. Guide Des Petits Proprietaires. Travaux De Nivellement. Trace Des Allees En Coteau Et En Plaine Etc. (El trazado de pequeños jardines. Guía para pequeños productores. Trabajos de nivelación. Trazado de callejones, en pendiente y en plano, etc.) Ed. Bornemann. 35 pp.
- 1948. Les Oeillets : Culture et multiplication des diverses espèces, races et sous-races (Claveles: Cultivo y la propagación de diversas especies, razas y sub-razas).
- 1953. Dictionnaire des synonymes. Ed. Presses universitaires de France. 283 pp.
- L'hybridation des plantes. Ed. Charles Amat. 178 pp.
- L'escargot Son Histoire Ses Moeurs Son Elevage, Recettes. Culinaires. Ed. Le Bailly Bornemann. 75 pp.
- Le jardin potager: culture et description. Ed. A. Méricant. 116 pp.

## Honores
- Miembro de la Sociedad Nacional de Horticultura de Francia
- Fundador de la Sociedad Hortícola de Argel
- Laureado de la Estación de Aclimatación de Francia

- La abreviatura «Noter» se emplea para indicar a Raphaël de Noter como autoridad en la descripción y clasificación científica de los vegetales.[1]